# Batalla de Koregaon
La batalla de Koregaon (també Korigaum) es va lliurar l'1 de gener de 1818 entre les forces britàniques manades pel capità Stanton i el peshwa Baji Rao a la vila de Korigaum. Fou una de les tres batalles que van posar fi a l'Imperi Maratha.

## Antecedents
El 1817 va esclatar la Guerra Pindari i Thomas Hislop rebé el comandament de la força principal britànica, de 5.500 homes, que el 10 de novembre va derrotar els 35.000 homes de Malhar III Rao Holkar a la batalla de Mahidpur el 21 de desembre i va aconseguir la caiguda de les fortaleses frontereres i la rendició de Holkar, però els Peshwa van continuar la guerra.

## Batalla
Stanton, per reforçar al coronel Burr, va arribar a Korigaum el matí després d'una marxa nocturna amb un destacament de 500 infants natius, 300 cavallers irregulars i 24 artillers europeus amb dos canons. Es va trobar amb tot l'exèrcit del peshwa acampat al riu Bhima. Els marathes van atacar tot seguit als exhausts soldats que arribaven i no tenien ni aigua ni menjar; però els britànics, després de lluitar tot el dia, els van rebutjar. Dels 24 europeus 20 van morir o van ser ferits; els indis es van portar de manera valenta i professional. Dels set oficials 4 van morir i 1 fou ferit; en total els britànics van tenir 276 baixes entre morts, ferits i desapareguts.

## Conseqüències
El maratha fou finalment derrotat en la batalla d'Ashta i el raja Satara va quedar alliberat de la tutela dels marathes.